# Chameau farci
Le chameau farci est un plat bédouin servi à l'occasion d'événements importants, comme le mariage fastueux d'un cheikh. C'est un plat composé d'un dromadaire adulte farci d'un mouton ou agneau, lui-même farci d'autres ingrédients.
Même si la recette a été publiée dans plusieurs livres et sites culinaires,, elle est souvent traitée avec scepticisme, et beaucoup[Qui ?] pensent qu'il s'agit d'une exagération d'une recette réelle, moins impressionnante. Sur le site Snopes une description de la recette a été publiée, qui peut laisser le lecteur penser qu'il s'agit d'un canular.
Le Livre Guinness des records mentionne la recette comme étant « le plat le plus gigantesque au menu dans le monde », « préparé occasionnellement pour des festins nuptiaux bédouins ».
Selon le Milwaukee Journal dans un article remontant à 1958, les étapes de la recette sont : 

« Cuire les œufs. farcir les poissons avec les œufs. Cuire les poissons. Farcir les poissons dans des poulets déjà cuits. Farcir les poulets dans un mouton. Farcir le mouton dans un chameau, cuire. »